# Оксид плутония(III)
Оксид плутония(III) — бинарное неорганическое соединение
плутония и кислорода
с формулой Pu2O3,
чёрные кристаллы.

## Получение
- Кубическая модификация образуется при термической диссоциации диоксида плутония:

{\displaystyle {\mathsf {2PuO_{2}\ {\xrightarrow {1800^{o}C}}\ Pu_{2}O_{3}+O_{2}}}}
- Гексагональная модификация образуется при восстановлении диоксида плутония металлическим плутонием:

{\displaystyle {\mathsf {3PuO_{2}+Pu\ {\xrightarrow {1500^{o}C}}\ 2Pu_{2}O_{3}}}}

## Физические свойства
Оксид плутония(III) образует чёрные кристаллы двух модификаций:
- α-Pu2O3, гексагональная сингония, пространственная группа P 3m1, параметры ячейки a = 0,38388 нм, c = 0,59594 нм, Z = 1, структура типа оксид лантана(III);
- β-Pu2O3, кубическая сингония, пространственная группа I a3, параметры ячейки a = 1,1045 нм, Z = 16, структура типа оксид марганца(III), данная модификация относиться к области переменного состава в диапазоне Pu2O3 — Pu4O7.

Соединение проявляет пирофорность при нагревании.

## Химические свойства
- Соединение неустойчиво и окисляется при хранении на воздухе:

{\displaystyle {\mathsf {2Pu_{2}O_{3}+O_{2}\ {\xrightarrow {}}\ 4PuO_{2}}}}